# آردی اس‌ای
آردی اس‌ای (انگلیسی: RD S.A.) شرکت داروسازی برزیلی است، که در سال ۲۰۱۱ تأسیس شد.